# Hyllus viduatus
Hyllus viduatus là một loài nhện trong họ Salticidae.
Loài này thuộc chi Hyllus. Hyllus viduatus được Lodovico di Caporiacco miêu tả năm 1940.